# Wilhelm Rothert

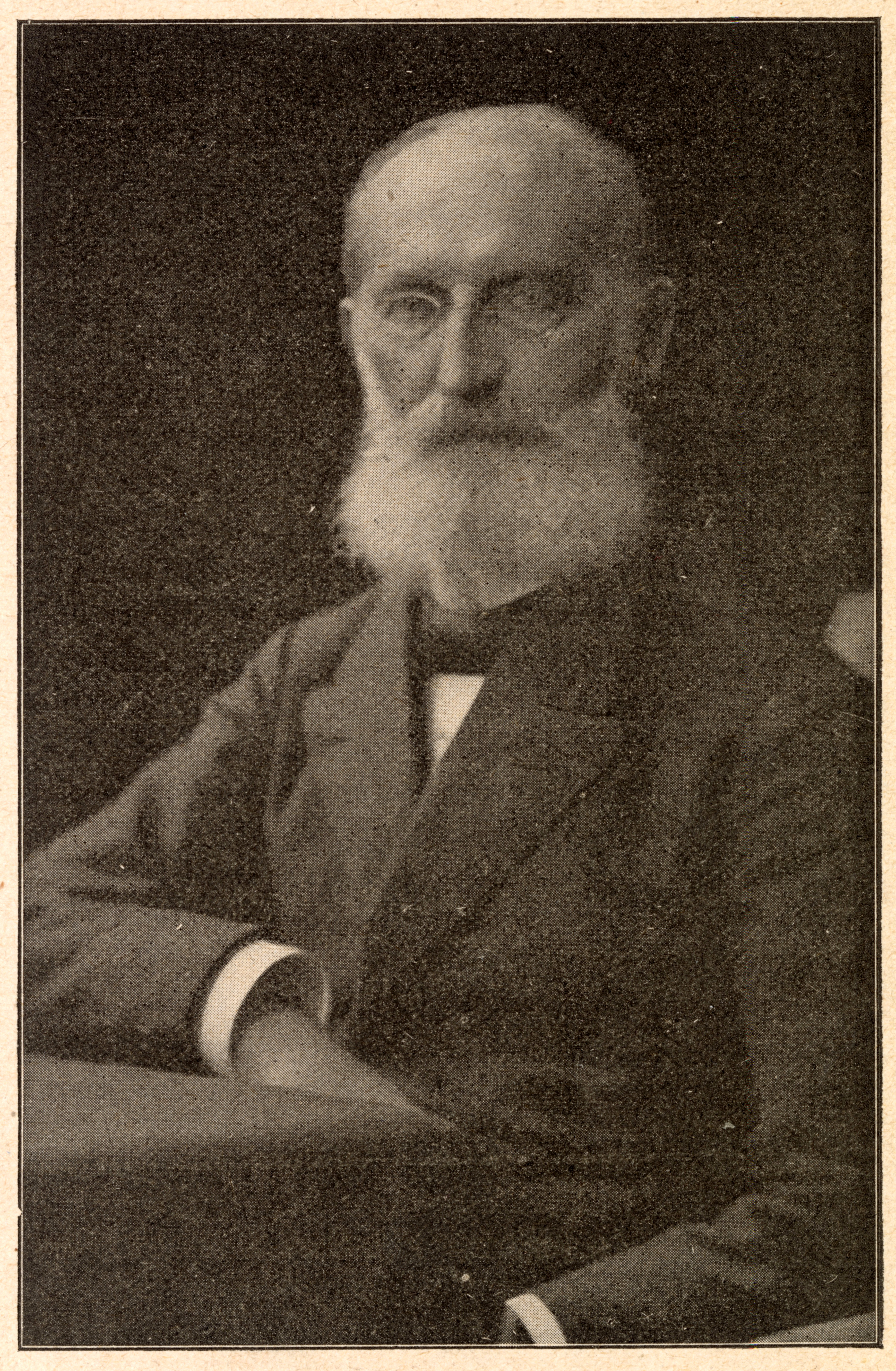
Porträt des Wilhelm Rothert

Wilhelm Rothert (* 28. April 1842 in Lingen; † 6. Oktober 1915 in Hannover) war ein deutscher evangelischer Geistlicher und Historiker.

## Leben
Er war das jüngste von fünf Kindern des Gymnasialdirektors Moritz Rothert (1802–1886) und der Friederike Wilhelmine Dorette, geb. Lange. Seine Jugend verlebte er in Aurich. Sein Bruder Carl Anton Eduard Hermann (1839–1916) wurde später Herausgeber eines Historischen Kartenwerks.
Rothert studierte ab 1860 an der Universität Erlangen evangelische Theologie. Er trat dem Erlanger Wingolf bei. 1862 wechselte er an die Georg-August-Universität Göttingen und wurde Mitglied der Verbindung Germania Göttingen, die damals auch zum Wingolf gehörte. Nach dem Studium war er zunächst als Hauslehrer tätig. 1869 wurde er Hilfsprediger in Hameln, 1871 in Bardowick, 1873 Pastor in Heisede und 1878 Stiftsprediger im Kloster Loccum, wo er an der Leitung des Predigerseminars beteiligt war. Vom 11. August 1889 bis 1902 war er als Superintendent in Clausthal tätig. 1902 zog er nach Nienburg/Weser, wo er bis 1908 die Kirchenaufsicht innehatte. Seinen Ruhestand verlebte er anschließend in Hannover.
Rothert war mit Antonie Kisker verheiratet, mit der er vier Kinder hatte. Neben seiner Arbeit als Geistlicher war er publizistisch und schriftstellerisch tätig; ein besonderes Anliegen waren ihm die Innere Mission sowie die Lokal- und Regionalgeschichte. Großes Engagement zeigte er im Bereich der Kirchenmusik: Von 1897 bis 1915 war er Vorsitzender des Hannoverschen, von 1898 bis 1915 auch des Niedersächsischen Kirchenchor-Verbandes.
In seinem Todesjahr 1915 bewohnte der emeritierte Superintendent das Haus Gellertstraße 52 in Hannover, das er schon 1908 mit seiner Gattin bezogen hatte.

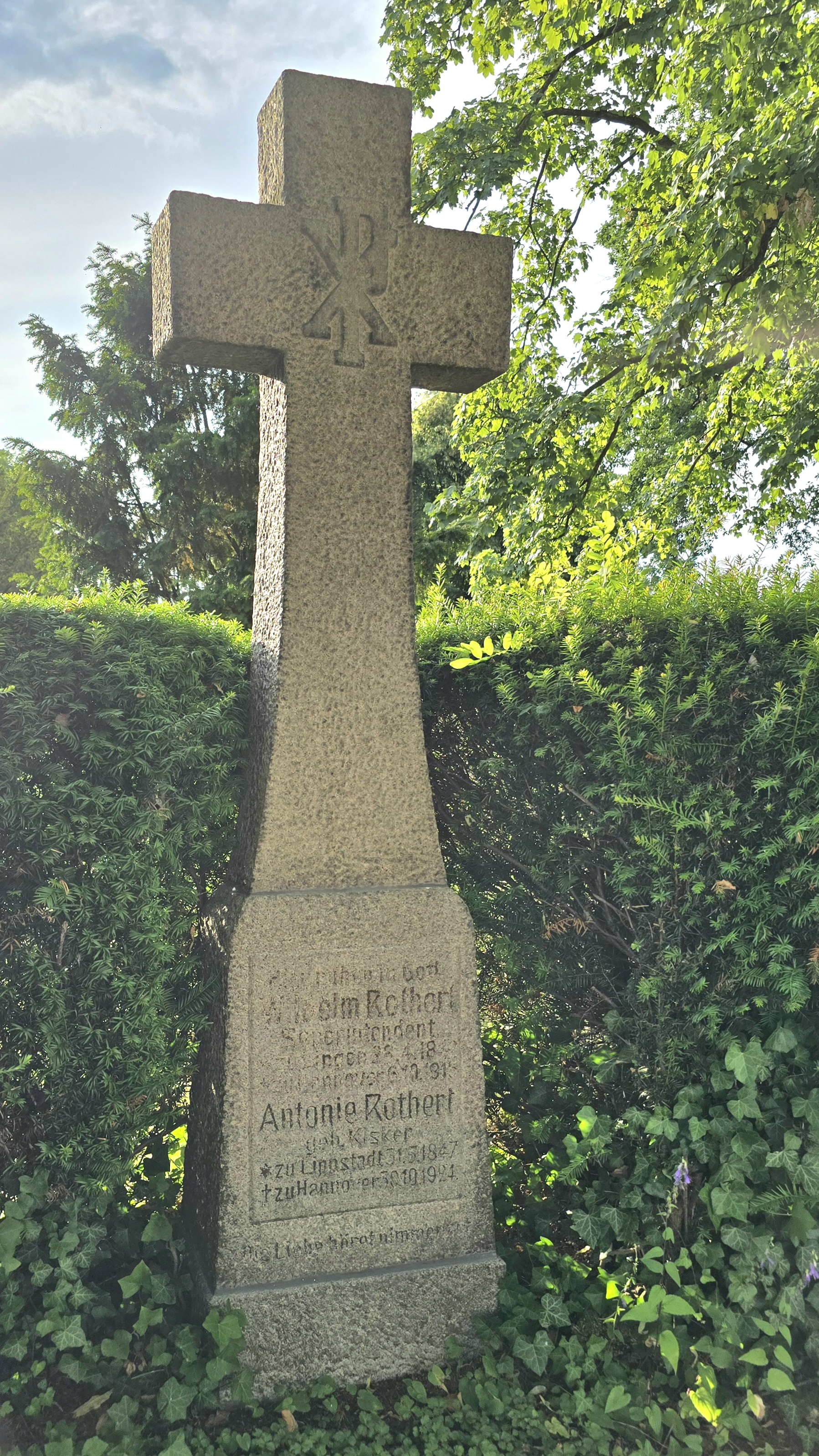
Grabkreuz für Wilhelm und Anneliese, geborene Kisker, auf dem Nordertor-Friedhof in Nienburg/Weser

Wilhelm Rothert wurde am Ort seiner letzten Kirchengemeinde auf dem Friedhof in Nienburg an der Weser beigesetzt.

## Ehrungen
Die Wilhelm-Rothert-Straße in Nienburg/Weser ist nach ihm benannt.

## Veröffentlichungen (Auswahl)
- Aus alter Zeit in Hameln. Vier Beiträge zur hamelnschen Geschichte. Niemeyer, Hameln 1871 (Sammlung alter Hausinschriften; Skizze über das Stiftsherrenhaus in der Osterstraße, dass seitdem irrtümlich diesen Namen trägt; Untersuchung über die nach ihm vor- oder frühkarolingische Gründung des Stiftes)
- Der gothische Stil und der evangelische Kirchenbau mit besonderer Beziehung auf die Christuskirche zu Hannover. Vortrag ... zugleich ein Führer durch die Christuskirche. Meyer, Hannover 1873
- Der evangelische Kirchenbau und die Akustik. In: Christliches Kunstblatt für Kirche, Schule und Haus. Band 10, 1874, S. 145–152
- Die innere Mission in Hannover. Oemler, Hamburg 1878
- Die leitenden Beamten der Bergstadt Clausthal, von der ältesten Zeit bis zur Gegenwart. Clausthal 1898 (Digitalisat)
- Die innere Mission in Hannover in Verbindung mit der sozialen und provinzialen Volkswohlfahrtspflege. 3., völlig umgearbeitete Auflage. Bertelsmann, Gütersloh / Feesche, Hannover 1909
- mit Adolf Helmkampf, Hans Gehrig: Herd und Scholle. Lesebuch für die ländliche Fortbildungsschulen der Provinz Hannover. 1911
- Kirchlicher Führer durch Hannover-Linden. Festschrift, der Konferenz für evangelische Gemeindearbeit zur fünften Tagung vom 20. bis zum 24. April 1914. 1914
- Allgemeine Hannoversche Biographie, 3 Bände
  - Hannoversche Männer und Frauen seit 1866. Sponholtz, Hannover 1912
  - Im Alten Königreich Hannover 1814–1866. Sponholtz, Hannover 1914
  - Hannover unter dem Kurhut 1646–1815. Sponholtz, Hannover 1916 (posthum von seiner Frau A. Rothert und M. Peters herausgegeben)